# Трухільйо (Іспанія)
Трухільйо (ісп. Trujillo) — місто в автономній спільноті Естремадура, Іспанія. Місто розташоване біля Національного парку Монфраґуе, за 47 км від міста Касерес, 90 км від Мериди, Пласенсії і Навальмораль-де-ла-Мата.

## Міста-побратими
1. — Баталя, Португалія (1992)[1]